# Карл Емил фон Бранденбург
Карл Емил фон Бранденбург (на немски: Karl Emil Kurprinz von Brandenburg); * 16 февруари 1655 в Берлин; † 7 декември 1674 в Страсбург) е принц на Бранденбург.
Той е вторият син на Великия курфюрст Фридрих Вилхелм фон Бранденбург (1620 – 1688) и първата му съпруга Луиза Хенриета Оранска (1627 – 1667), дъщеря на принц Фридрих Хайнрих Орански, граф на Насау. По-малките му братя са първият крал на Прусия Фридрих и Лудвиг .
През 1670 г. Карл Емил е командир на пехотен полк. През 1674 г. той участва с баща си в Елзас във войната против Франция. Карл Емил се разболява през края на ноември 1674 г. и е закаран в началото на декември в Страсбург. След седем дена той умира от дизентерия.